# 1980-talet

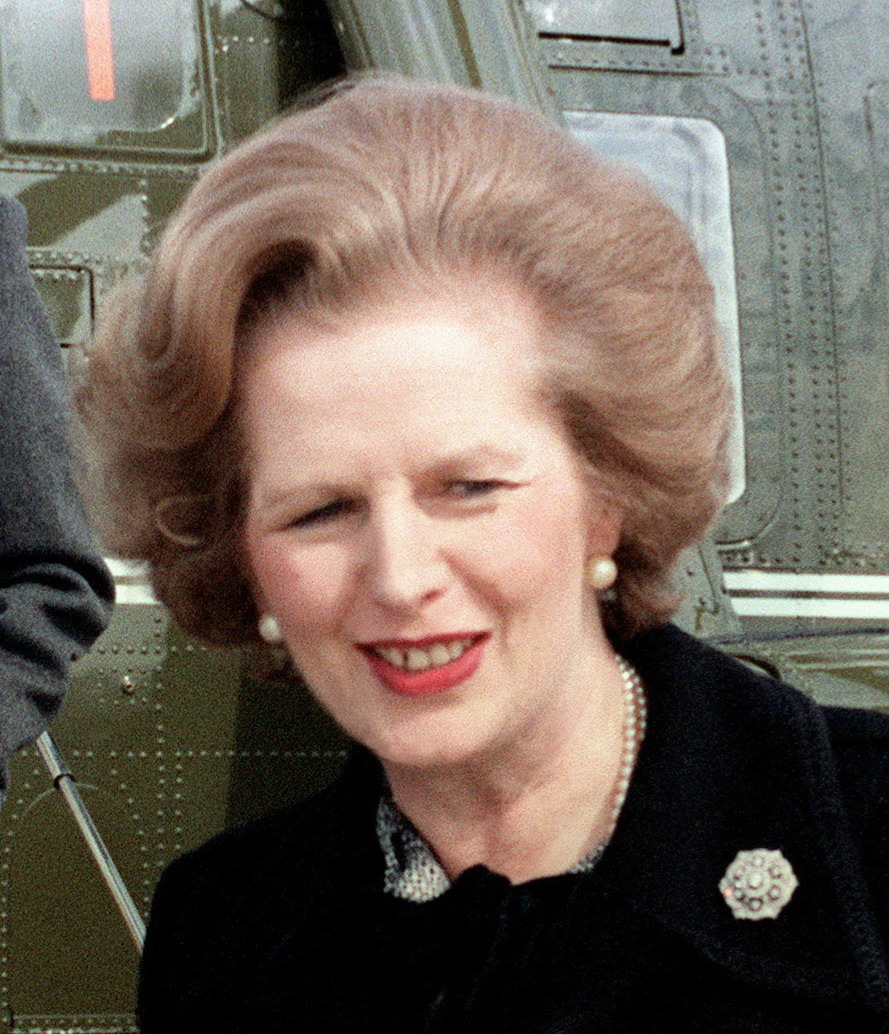
Margaret Thatcher var Storbritanniens premiärminister mellan 1979 och 1990 och var en av de som mest präglade Europas politik under 1980-talet.

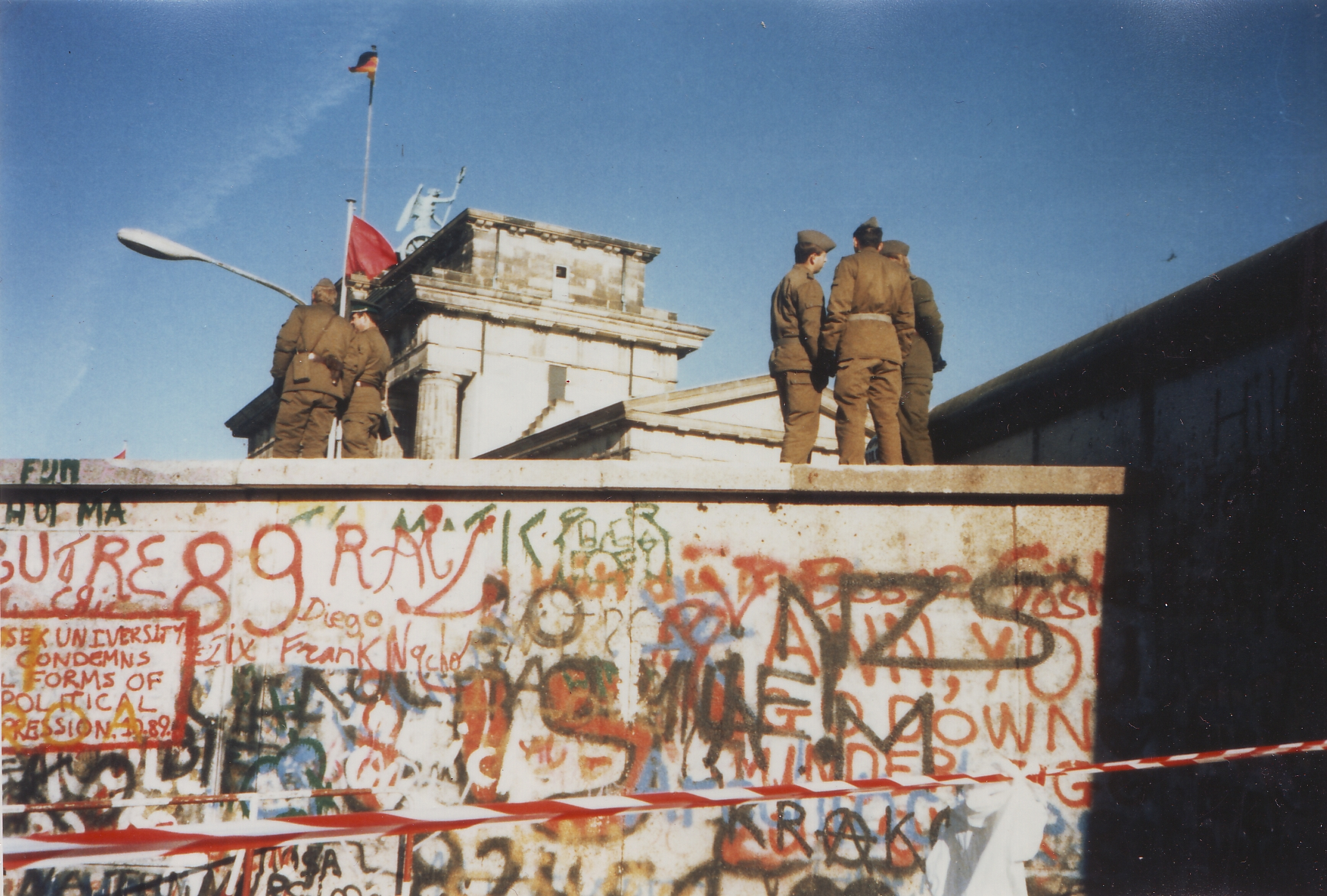
Berlinmuren, en av kalla krigets symboler, revs 1989 och detta symboliserar för många avslutningen på 1980-talet.

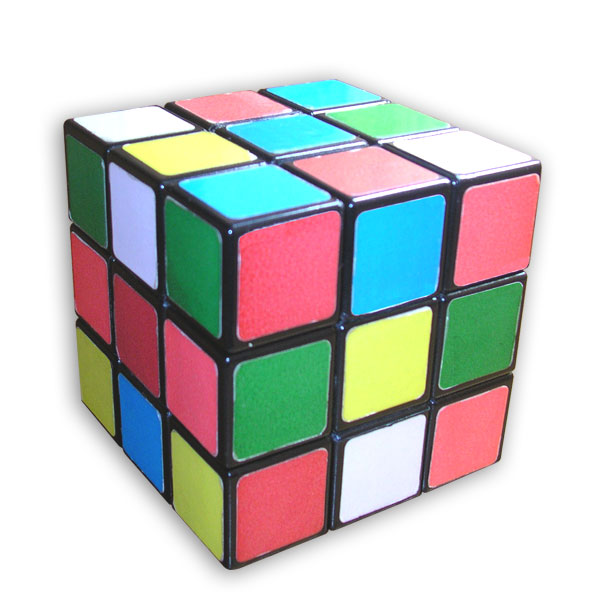
Rubiks kub är något av en symbol för 1980-talet.

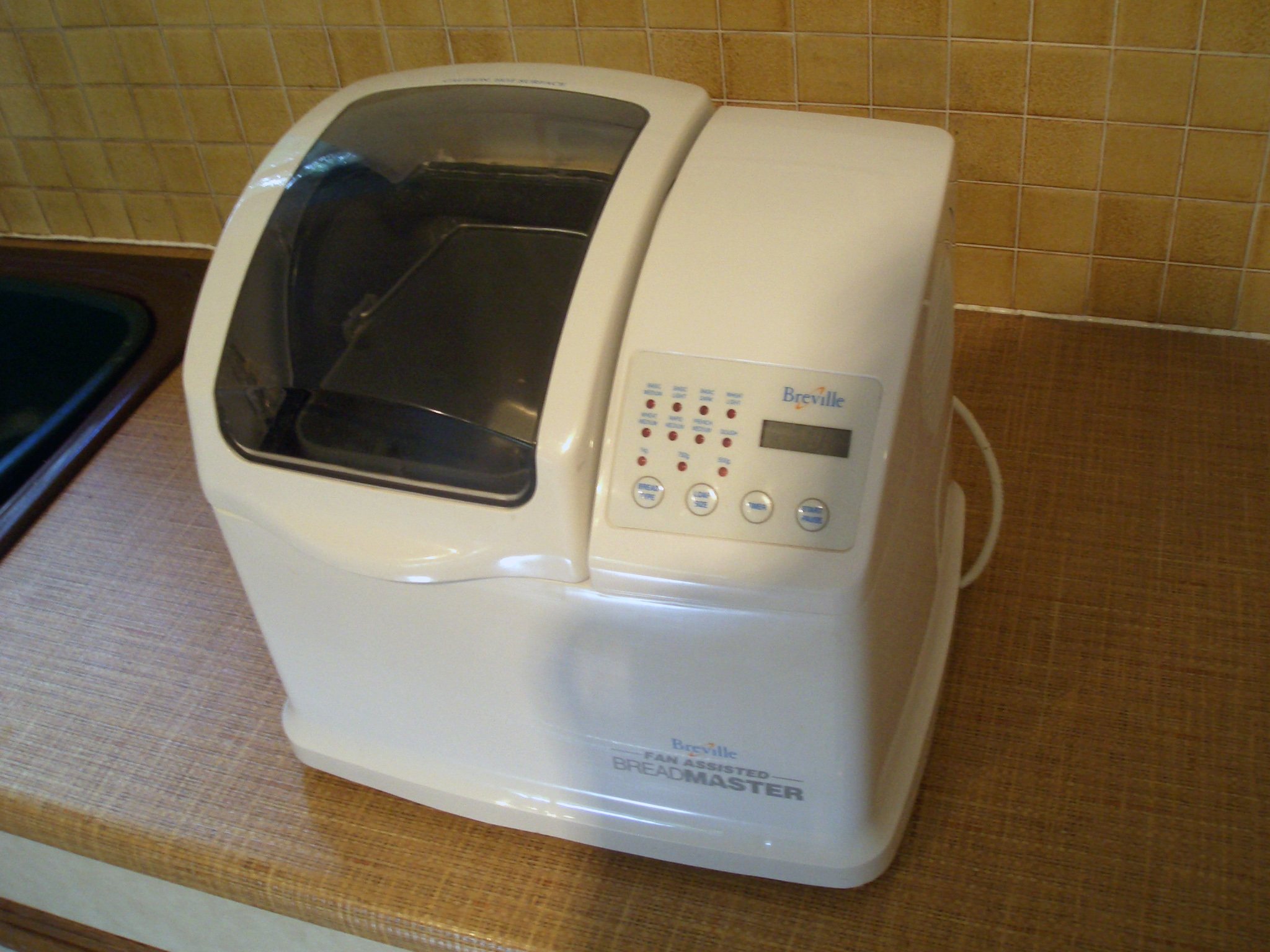
Bakmaskinen var populär i slutet av 1980-talet.

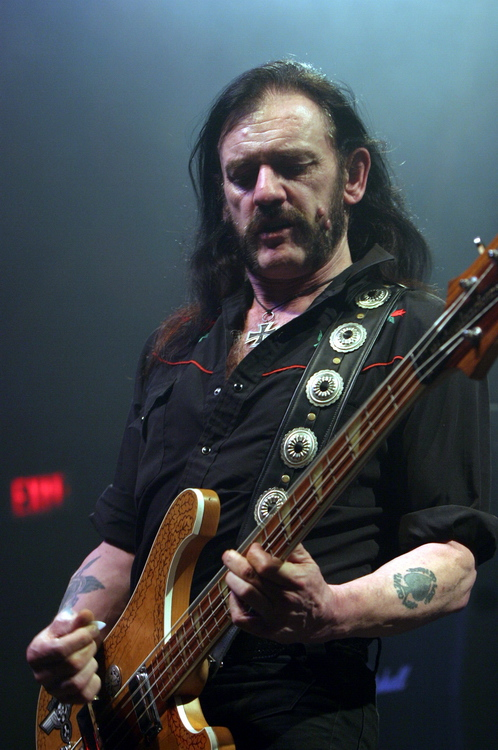
Lemmy Kilmister.

1980-talet, eller i vardagligt tal 80-talet, är ett årtionde inom den kristna tideräkningen mellan 1 januari 1980 och 31 december 1989. Den första halvan av decenniet präglas av ökad spänning i kapprustningstävlingen "kalla kriget" mellan NATO:s och Warszawapaktens medlemsstater. Den ökade spänningen är ett resultat av Sovjetunionens militära invasion i Afghanistan i december 1979. I sviterna av Iranska revolutionen 1979 och Oljekrisen 1979 fortsätter 1970-talets lågkonjunktur i västvärlden de första åren in på 1980-talet. Den andra halvan, från 1985 då den mer reformvänlige Michail Gorbatjov väljs till ordförande i Sovjetunionens kommunistparti, präglas av politisk avspänning mellan stormakterna. Det rustas ned, och 1988 sluts många fredsavtal efter flera krig runtom i världen. Världsklimatet blir lugnare, och reformerna i Sovjetunionen leder till kommunistregimernas fall i flera östeuropeiska stater 1989, året då Berlinmuren rivs. Ekonomiskt svänger konjunkturerna i västvärlden uppåt, och högkonjunkturen kallas det "glada 1980-talet". I Sydamerika och Östeuropa genomgår dock många stater under slutet av 1980-talet en ekonomisk kris, med hyperinflation. Slutet av 1980-talet ser även en växande nationalism i Östeuropa. I Jugoslavien blir folkslag, som varit sams i flera år, alltmer osams, och på 1990-talet slits Jugoslavien sönder av inbördeskrig.
Även AIDS och HIV är fenomen som starkt förknippas med decenniet, eftersom det var då dessa fenomen blev allmänt kända.
Inom populärmusiken är synthpop och hårdrock två stora strömningar i början av årtiondet. Mot slutet börjar synthar och trummaskiner användas inom allt fler musikstilar.

## Händelser

### Större händelser
- 23 mars 1980 - Folkomröstning om kärnkraften i Sverige
- Augusti 1980 - I Gdańsk i Polen startar strejker, ledda av Lech Wałęsa. Strejkerna riktar sig mot socialistregimen i Polen.
- 8 december 1980 - John Lennon blir skjuten till döds utanför sin bostad i New York.
- 27 oktober 1981 - Den sovjetiska u-båten U 137 går på grund utanför Karlskrona i Sverige.
- 11 mars 1985 - Den reformvänlige Michail Gorbatjov väljs till ordförande i Sovjetunionens kommunistparti. En politisk avspänningsera börjar, och kalla kriget går mot sitt slut.
- 13 juli 1985 - 400 miljoner människor i 60 länder såg välgörenhetsgalan Live Aid.
- 28 februari 1986 - Sveriges statsminister Olof Palme (s) blir skjuten i Stockholm i Sverige och dödförklaras på Sabbatsbergs sjukhus dagen därpå.
- 26 april 1986 - En allvarlig reaktorolycka inträffar i Tjernobyl i dåvarande Sovjetunionen.
- 21 juli 1987 - Guns N' Roses släpper sitt debutalbum Appetite for Destruction.
- 16 april 1988 - Studio Ghibli animerade långfilmen Min granne Totoro har biopremiär i Japan regisserat av Hayao Miyazaki
- 6 december 1988 - PLO-ledaren Yassir Arafat säger genom Stockholmsdeklarationen att han accepterar staten Israels existens.
- 4 juni 1989 - Massakern på Himmelska fridens torg i Kina.
- 9 november 1989 - Berlinmuren öppnas.

### År1980

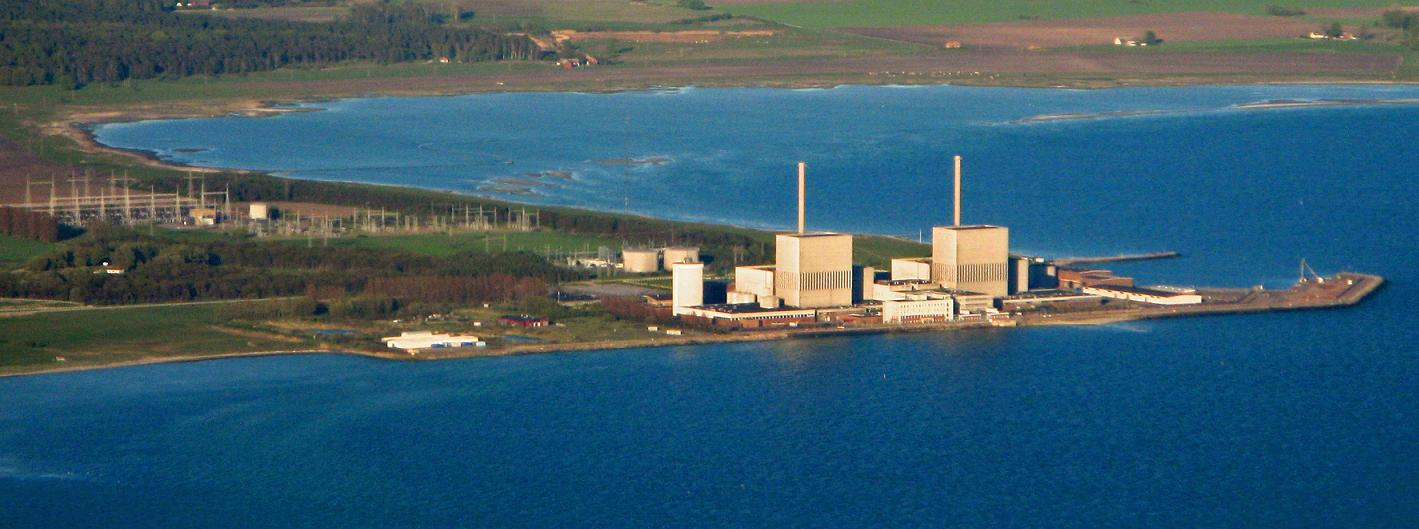
Svenska folket röstar om kärnkraftens framtid.

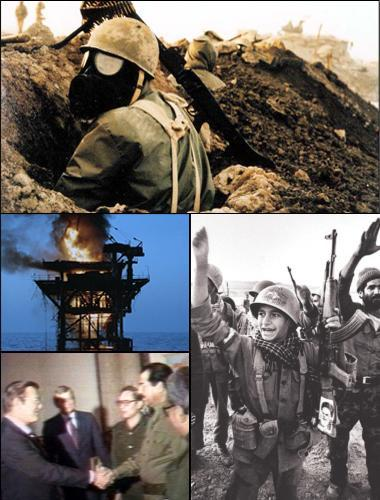
Iran–Irak-kriget.

- 1 januari – Den nya svenska lagen om kognatisk tronföljd träder i kraft varvid prinsessan Victoria blir svensk kronprinsessa.
- 8 januari – Kongresspartiet vinner indiska parlamentsvalet och Indira Gandhi blir återigen Indiens premiärminister.
- 23 mars – Vid en folkomröstning i Sverige om kärnkraften får "Linje 2", som förespråkas av SAP, LO och Folkpartiet flest röster, men uppdelningen på tre linjer gör resultatet svårtolkat. Den innebär att de reaktorer som är i drift skall köras vidare tills de successivt avvecklats. Linje 1 får 18,7 %, Linje 2 får 39,3 % och Linje 3 får 38,6 % medan valdeltagandet är 76 %.
- 22 maj – Pac-Man debuterar ute i spelhallarna.
- 14 augusti – Vid en strejk på Leninvarvet i Gdańsk träder elektrikern Lech Walesa fram som ledare för polska fackföreningsrörelsen Solidaritet.
- 22 augusti – Lasse Åbergs film Sällskapsresan har svensk premiär och blir en publikframgång.
- 22 september – Den latenta fiendskapen mellan Iran och Irak utbryter i krig. Utan förvarning bombar irakiska bombflygplan civila och militära mål i Iran, och iranierna svarar med att anfalla Bagdad.
- 26 september – 13 personer omkommer och 211 skadas när en rörbomb exploderar vid huvudingången till Oktoberfest i München, Västtyskland. Gärningsmannen, den 21-årige geologistudenten och nynazisten Gundolf Köhler, omkommer i attacken.
- 4 november – Republikanen Ronald Reagan vinner presidentvalet i USA och väljs till USA:s 40:e president. Han vinner före demokraten Jimmy Carter och den politiske vilden John B. Anderson.
- 2 december – Ett svenskt TV-program där bland annat avsnitt ur filmen Motorsågsmassakern visas utlöser debatt om videovåldet.
- 8 december – 40-årige brittiske sångaren, låtskrivaren och tidigare Beatles-medlemmen John Lennon mördas i New York av 25-årige Mark David Chapman.

### År1981

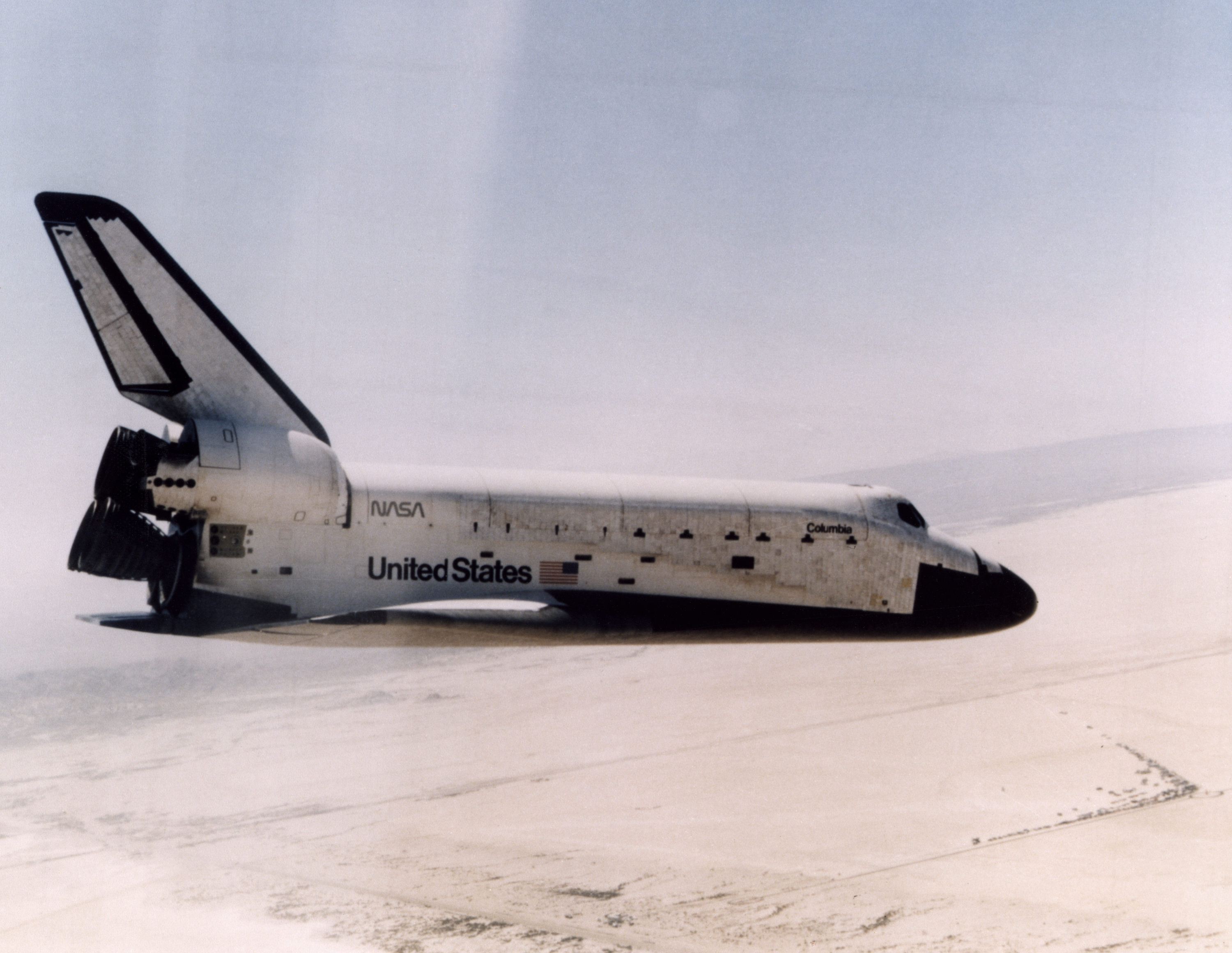
Columbia.

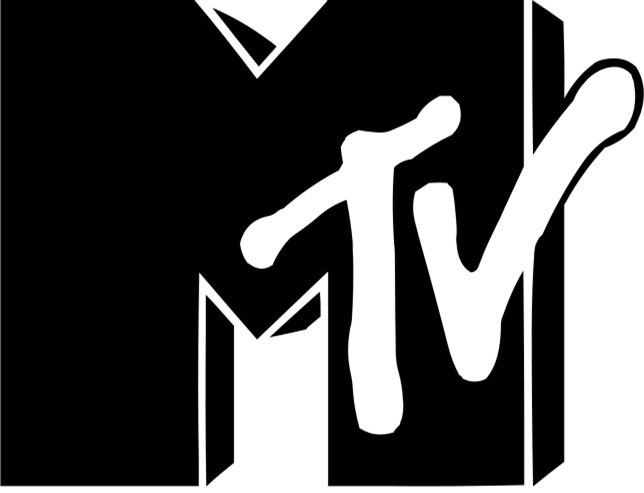
MTV.

- 30 mars – USA:s president Ronald Reagan utsätts för ett misslyckat attentat av en 25-årig man i Washington D.C., där han emellertid skottskadas. Attentatsmannen John Hinckley, Jr. grips på platsen.
- 12 april – Columbia blir den första rymdfärjan som skjuts upp. Uppdraget kallas STS-1, och återvänder hem till jorden efter två dagar
- 27 juni – Den Afrikanska stadgan om mänskliga och folkens rättigheter undertecknas i Nairobi, Kenya.
- 1 juli - Comvik lanserar det första mobiltelefonsystemet i Sverige.
- 17 juli - Israeliska stridsflygplan bombar Beirut, och förstör flera byggnader där PLO-relaterade grupper håller till, och uppskattningsvis 300 civila dödas, vilket leder till internationellt fördömande och amerikanskt embargo på flygmaskinsexporter till Israel.
- 1 augusti – MTV börjar sända över kabel-TV-nätet i USA, och spelar musikvideor 24 timmar om dygnet, Först ut är The Buggles låt Video Killed the Radio Star.
- 7 oktober – Den svenska barnboksförfattaren Astrid Lindgren ger ut sagan Ronja rövardotter.

### År1982
- 2 april – Krig utbryter mellan Argentina och Storbritannien om Falklandsöarna i Sydatlanten då Argentina besätter öarna, och Storbritannien skickar dit 36 fartyg och 5 000 man.
- 26 maj – Sveriges riksdag beslutar att införa två karensdagar i sjukförsäkringen från årsskiftet, vilket senare rivs upp av nya SAP-regeringen.
- 22 juni – De argentinska soldaterna ger upp kampen om Falklandsöarna, och Storbritanniens premiärminister Margaret Thatcher stärker sin ställning hos den brittiska opinionen.
- 11 juli – Italien vinner VM-finalen i fotboll med 3–1 mot Västtyskland i Spanien.
- 19 september – SAP segrar i det svenska riksdagsvalet och Olof Palme kan återigen bilda regering efter sex år. SAP får tolv nya mandat. Även Moderaterna går framåt medan de båda borgerliga regeringspartierna backar. SAP får 166 mandat, och de borgerliga får 163 mandat.
- 1 oktober - CD introduceras i USA.
- 30 november – Världens mest sålda musikalbum genom tiderna, Michael Jacksons Thriller, börjar säljas.
- 2 december – Världens första konstgjorda hjärta opereras in i en människa på ett sjukhus i Salt Lake City i USA.

### År1983

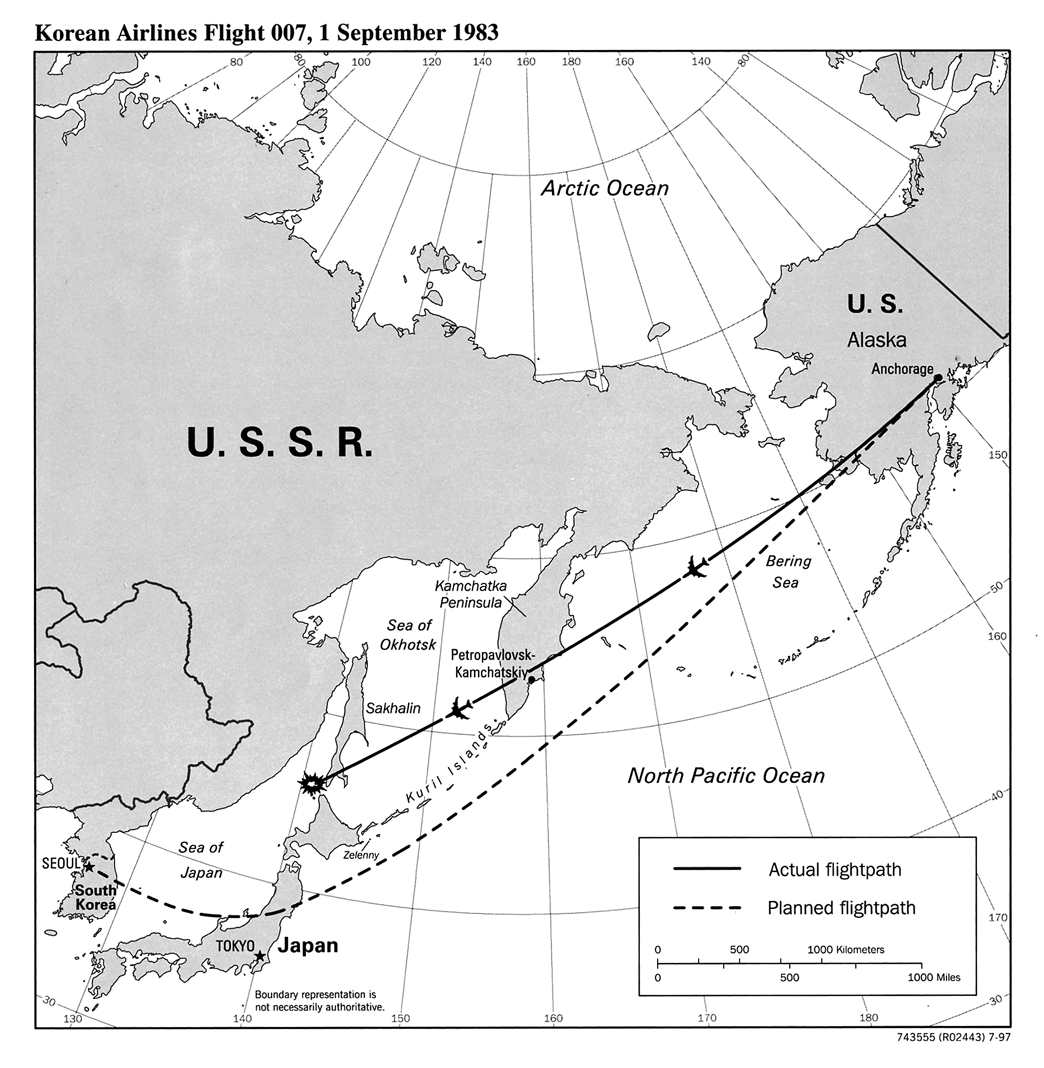
Korean Air Lines Flight 007.

- Juni – Strider rasar i Libanon mellan olika PLO-grupper. Yassir Arafat utvisas från Syrien och reser till Tunis.
- 6 juni – Svenska flaggans dag blir officiellt Sveriges nationaldag.
- 12 augusti - Immunbristsjukdomen Aids skördar sitt första offer i Sverige då en man avlider. Aids är vid denna tid en nyupptäckt sjukdom som främst anses drabba homosexuella män och sprutnarkomaner.
- 1 september – Ett sydkoreanskt passagerarflygplan med 269 passagerare ombord skjuts ner av sovjetiska jaktflygplan sedan man kommit innanför sovjetiska gränsen, och alla i passagerarlygplanet omkommer. Flygplanet är på väg från Anchorage till Seoul.
- 25 oktober – Amerikanska marinsoldater invaderar Grenada och kväser vänsterrevolten som ägt rum där.

### År1984
- 9 februari – Enligt en rapport var den svenska arbetslösheten den högsta någonsin under januari 1984, 162 000.
- 27 maj – Det första officiella Europamästerskapet i fotboll för damer vinns av Sverige.
- 5 juni - 600 personer dödas då indiska soldater stormar Gyllene templet i Amritsar, där sikher förskansat sig.
- 25 juli – Sovjetiskan Svetlana Savitskaja blir den första kvinnan som genomför en rymdpromenad.
- 12 oktober – Provisoriska IRA utför ett bombattentat riktat mot Storbritanniens premiärminister Margaret Thatcher på Konservativa partiets kongress på Grand Hotel. 34 människor skadas, 5 dödas, men Margaret Thatcher klarar sig oskadd.
- 31 oktober – Sedan Indira Gandhi mördats av sikhiska livvakter några timmar tidigare tillträder hennes son Rajiv Gandhi som Indiens regeringschef.
- 6 november – Republikanen Ronald Reagan vinner presidentvalet i USA före demokraten Walter Mondale.
- 3 december – Drygt 15 000 människor dödas och minst 20 000 skadas svårt av läckande giftgas från USA-ägda från Union Carbides kemiska fabrik i Bhopal, Indien. Cirka 10 000 skickas till sjukhus med lung- och ögonskador.

### År1985

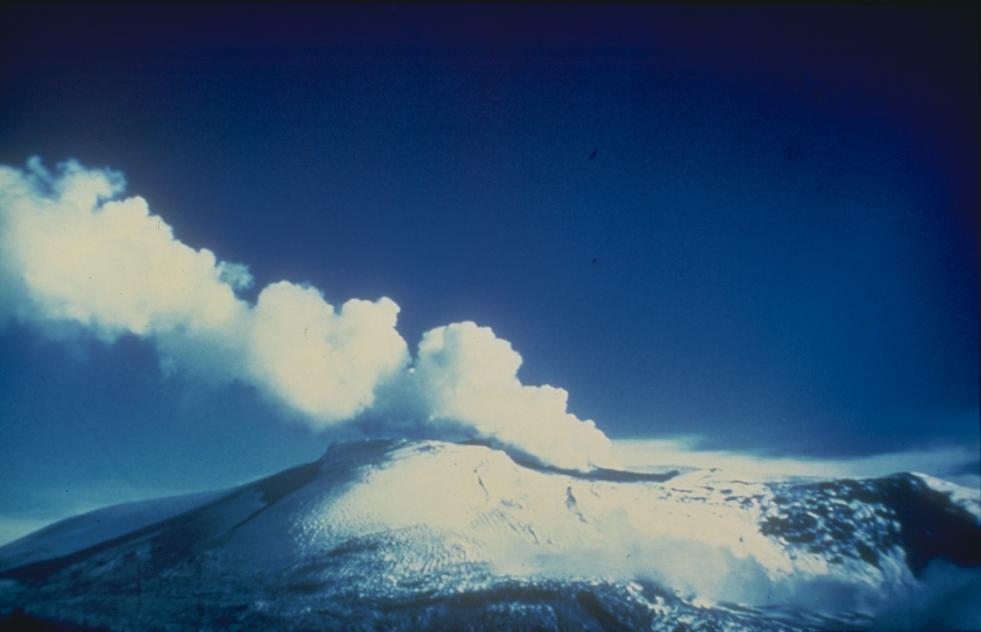
Vulkanutbrott i Colombia.

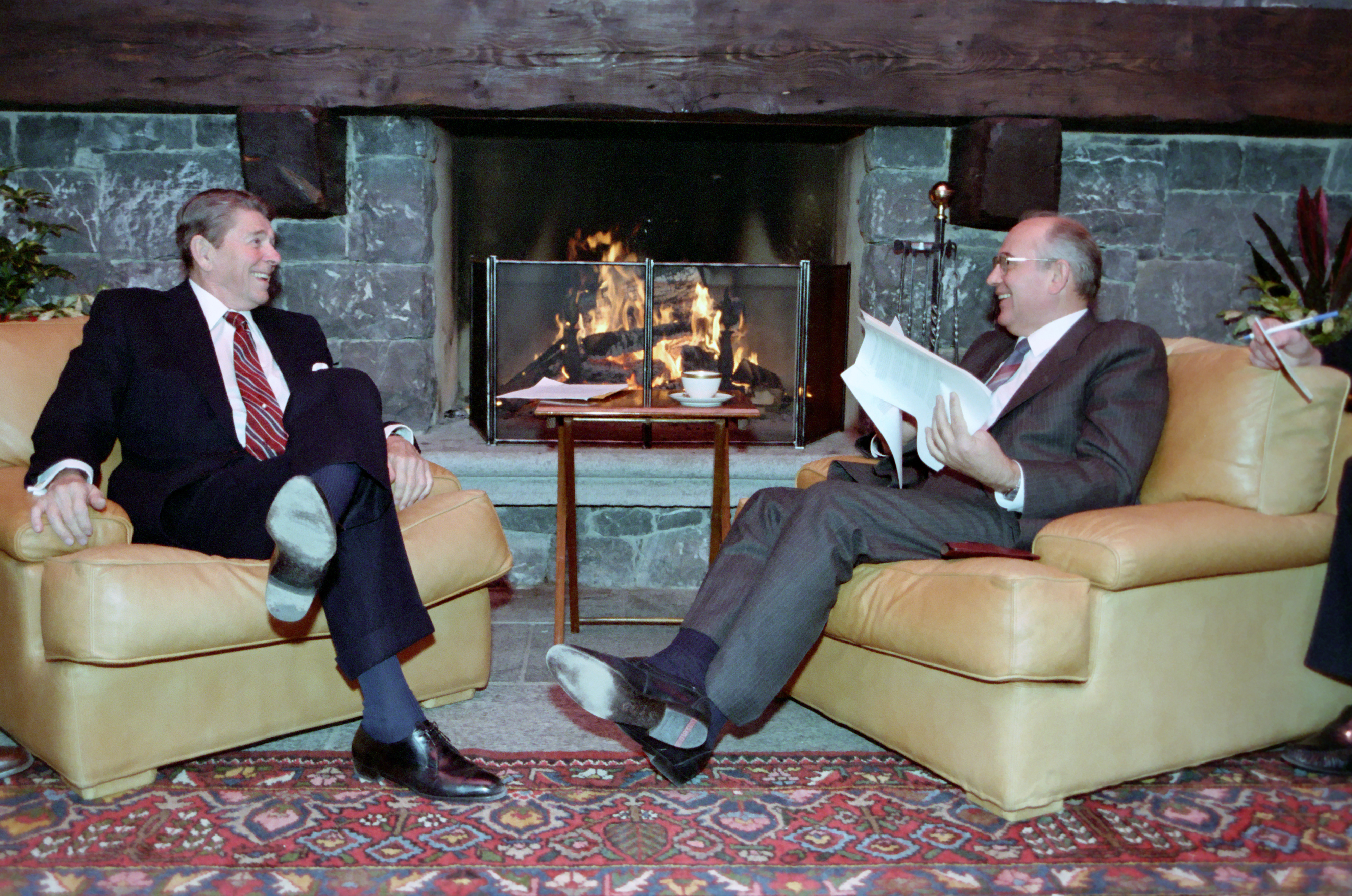
Ronald Reagan och Michail Gorbatjov.

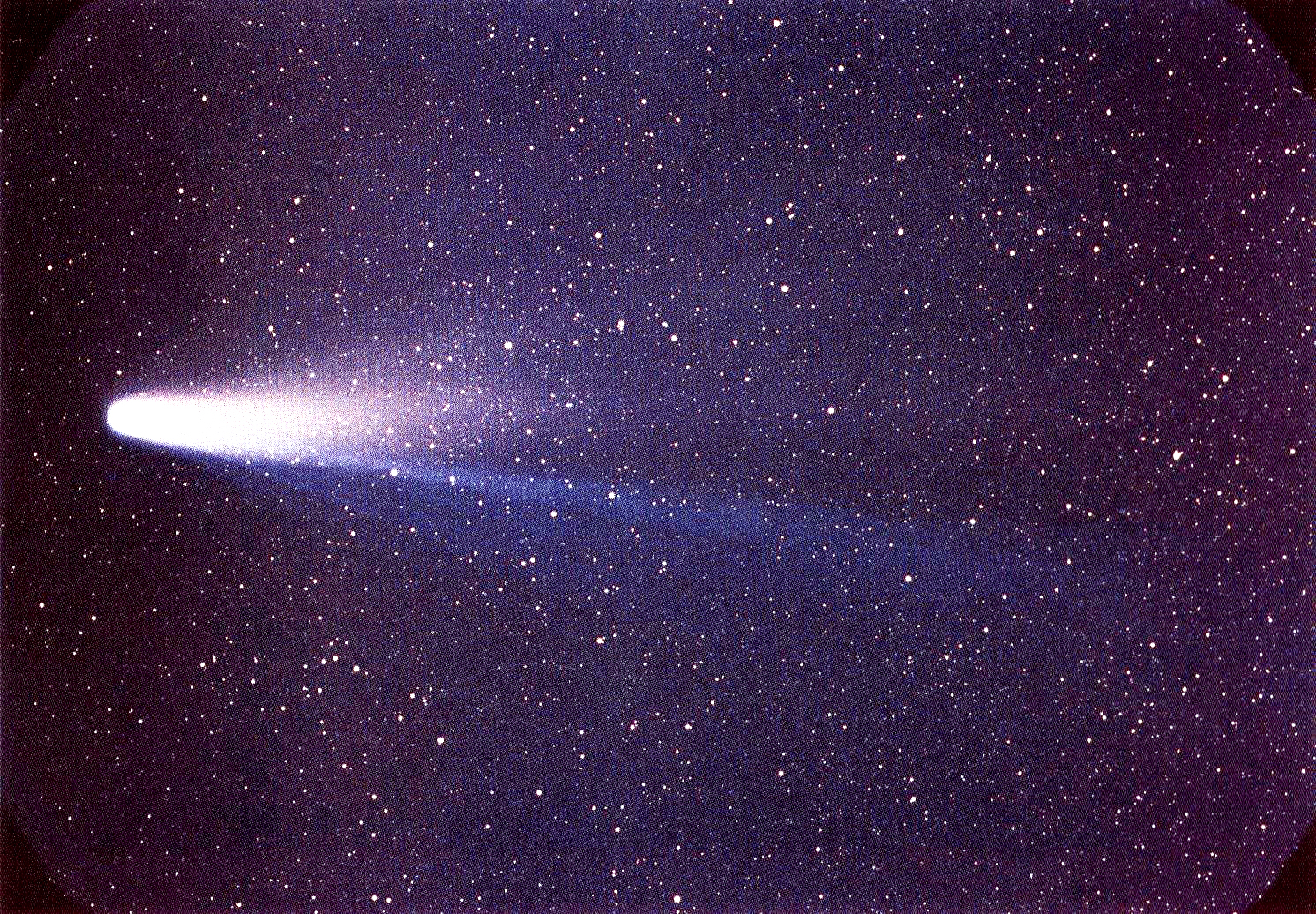
Halleys komet.

- 1 april – Sveriges generalkonsul i San Marino förklarar att Sverige och San Marino inte längre är i krig med varandra (enligt en myt ska Sverige och San Marino på grund av en lapsus ha glömt att sluta fred vid Wienkongressen 1814).
- 8 maj – Sverige inför 500-kronorssedeln.
- 13 juli - Välgörenhetskonserten Live Aid, för svältande i Etiopien, sänds över världen, på initiativ av Bob Geldof, och 400 miljoner SEK samlas in.
- 12 augusti – Ett japanskt jumbojet-passagerarflygplan störtar nordväst om Tokyo och 520 personer, vilket är alla i flygplanet utom fyra, omkommer i den värsta singelolyckan i flygets historia.
- 1 september – En fransk expedition finner söder om Newfoundland vraket efter fartyget Titanic som sjönk 1912.
- 15 september – I det svenska riksdagsvalet behåller SAP regeringsmakten, Folkpartiet går från 5,9 till 14,2 procent vilket tillskrivs den nye partiledaren Bengt Westerberg.
- 13 november – Ett vulkanutbrott inträffar i Colombia. Staden Armero begravs och omkring 25 000 människor dör.
- 19–21 november – Ronald Reagan och Michail Gorbatjov träffas i Genève.
- 27 november – Halleys komet passerar jorden.

### År1986

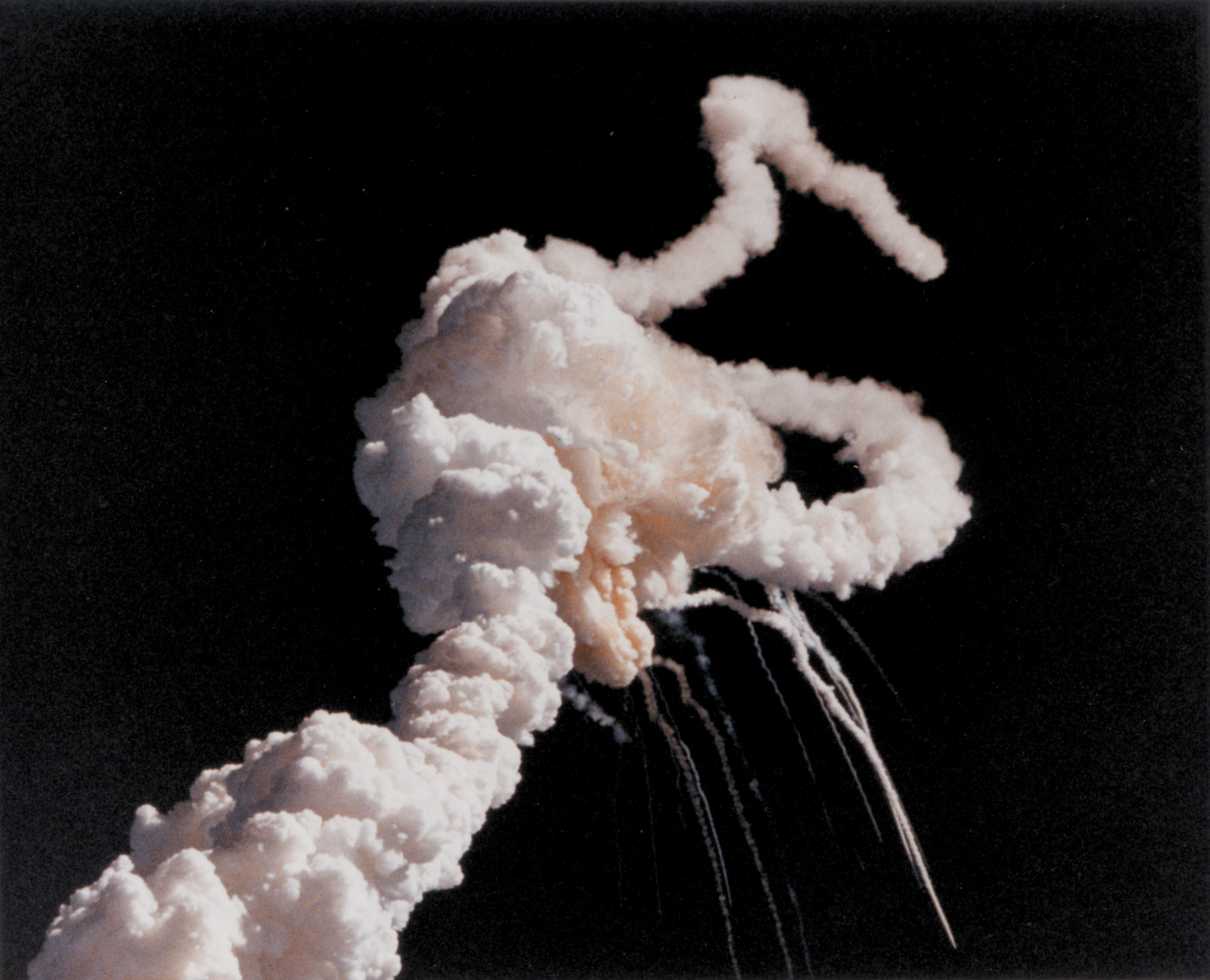
Challenger exploderar.

- 28 januari – Den amerikanska rymdfärjan Challenger exploderar strax efter uppskjutning och hela besättningen, bestående av sju personer, omkommer.

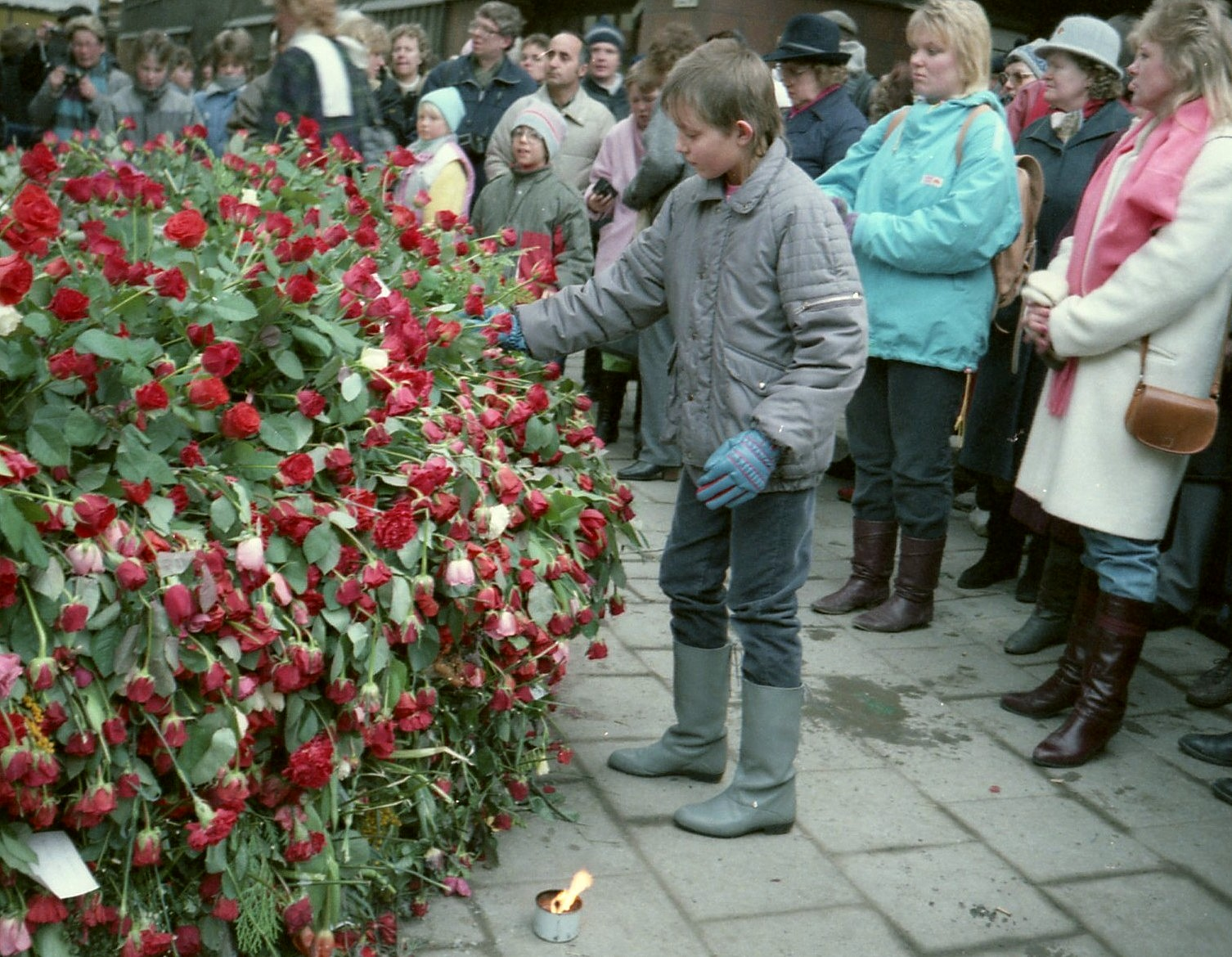
Olof Palme mördad.

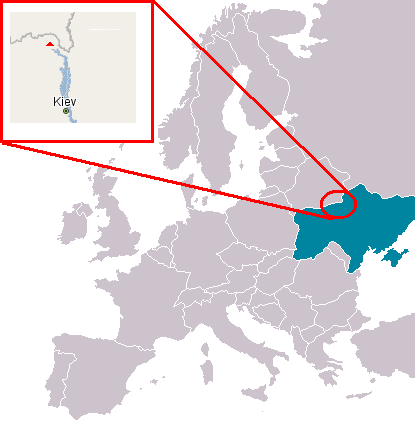
Tjernobylkatastrofen.

- 19 februari – Sovjetunionen skjuter upp rymdstationen Mir.
- 28 februari – Sveriges statsminister Olof Palme faller offer för en mördares revolverkula när han tillsammans med sin fru Lisbeth går hem från ett biografbesök i centrala Stockholm. Klockan är 23.21 då han av okänd gärningsman skjuts ner i korsningen vid Sveavägen och Tunnelgatan i Stockholm, där skotten träffar i honom ryggen. Kaos utbryter på svenska polisens ledningscentral, och rikslarmet går först 2,5 timmar efter mordet.
- 12 mars – Ingvar Carlsson utses till ny svensk statsminister.
- 15 mars – Representanter för 132 stater kommer till Olof Palmes begravning och över 100 000 människor kantar kortegevägen, när Olof Palme begravs i vit kista på Adolf Fredriks kyrkogård. Totalt finns 1 700 icke-svenska gäster på begravningsakten i Stockholms stadshus.
- 5 april – 3 personer omkommer och 229 skadas när en bomb exploderar i diskoteket La Belle i Västberlin, Västtyskland. USA:s president Ronald Reagan anklagar Libyens ledare Muammar al-Gaddafi för att ligga bakom dådet.
- 15 april – Amerikanska stridsflygplan fäller bomber över Tripoli och Benghazi i Libyen. USA:s president Ronald Reagan förklarar att anfallen är vedergällning för diskoteksbombningen i Västberlin den 5 april, som Libyen anklagas ligga bakom. Mellan 30 och 100 personer omkommer, och anfallen fördöms av FN:s generalförsamling.
- 26 april – En kärnkraftsolycka inträffar i Tjernobyl i Ukrainska SSR, Sovjetunionen då reaktorn totalhavererar. Strålningen sprids bland annat till Sverige och de flesta länder på Norra halvklotet träffas av någon form av stoft från olyckan. Skador för nästan $7 miljarder orsakas.
- 28 april – Radioaktiva moln från Tjernobylolyckan kommer in över Sverige, och sprids framför allt i de mellersta och norra delarna. Den uppmätta strålningen är enligt SSI på ofarlig nivå.
- 26 maj – Svenska hårdrocksbandet Europe släpper albumet The Final Countdown som tog världen med storm.
- 29 juni – Argentina vinner VM-finalen i fotboll med 3-2 mot Västtyskland i Mexico City.
- 23 december – Som ett led i sin politik med glasnost (öppenhet) och perestrojka (förnyelse) låter Michail Gorbatjov låta regimkritikern Andrej Sacharov återvända från sin förvisning till Gorkij.

### År1987
- 26 april – SAAB visar upp det första provexemplaret av Saab 39 Gripen i Linköping.
- 11 juni – I Storbritannien vinner Margaret Thatcher sitt tredje raka val.
- 11 juli – Jordens befolkning uppskattas av FN till fem miljarder i antalet då ett barn föds i Zagreb.
- 18 september – Sovjetunionen och USA enas om att skrota alla landbaserade medeldistansrobotar.
- 19 oktober - Svarta måndagen inträffar, kraftigt börsras i USA då New York-börsen på åtta timmar faller med 23 %.
- 1 november – Windows 2.0 släpps. Den nya versionen har bl.a. funktionen att fönster kan överlappa varandra.
- 16 november – 9 personer omkommer och ett 131 skadas när två snabbtåg kolliderar vid Lerum utanför Göteborg.
- 1 december – Kanaltunneln mellan England och Frankrike börjar byggas.
- 5 december – Ett EG-möte i Köpenhamn slutar i total oenighet. Länderna kommer inte överens på någon punkt.
- 31 december – Reklamfinansierade TV 3 premiärsänder i det svenska kabelnätet. Kanalen sänder från London via satellit, och bryter svenska statens TV-monopol samt blir första svenskägda reklamfinansierade TV-kanalen.

### År1988
- 26 januari – Australien firar 200-årsjubileum med en båtparad i Sydneys hamn.
- 1 juli – Sverige gör det brottsligt att använda narkotika.
- 7 augusti – Iran och Irak enas om vapenstillestånd efter åtta års krig.
- 15 augusti – 12 svenska barn och tre vuxna dödas då bussen de färdas i på skolresan genom Norge rammar en tunnelvägg vid Hardangervidda. Skolbarnen kommer från Kista.
- 1 oktober – Michail Gorbatjov väljs till Sovjetunionens president.
- 8 november – Republikanen George H.W. Bush vinner presidentvalet i USA före demokraten Michael Dukakis.
- 1 december – Benazir Bhutto utses till Pakistans premiärminister, och blir första kvinnliga regeringschefen i ett muslimskt land.

### År1989

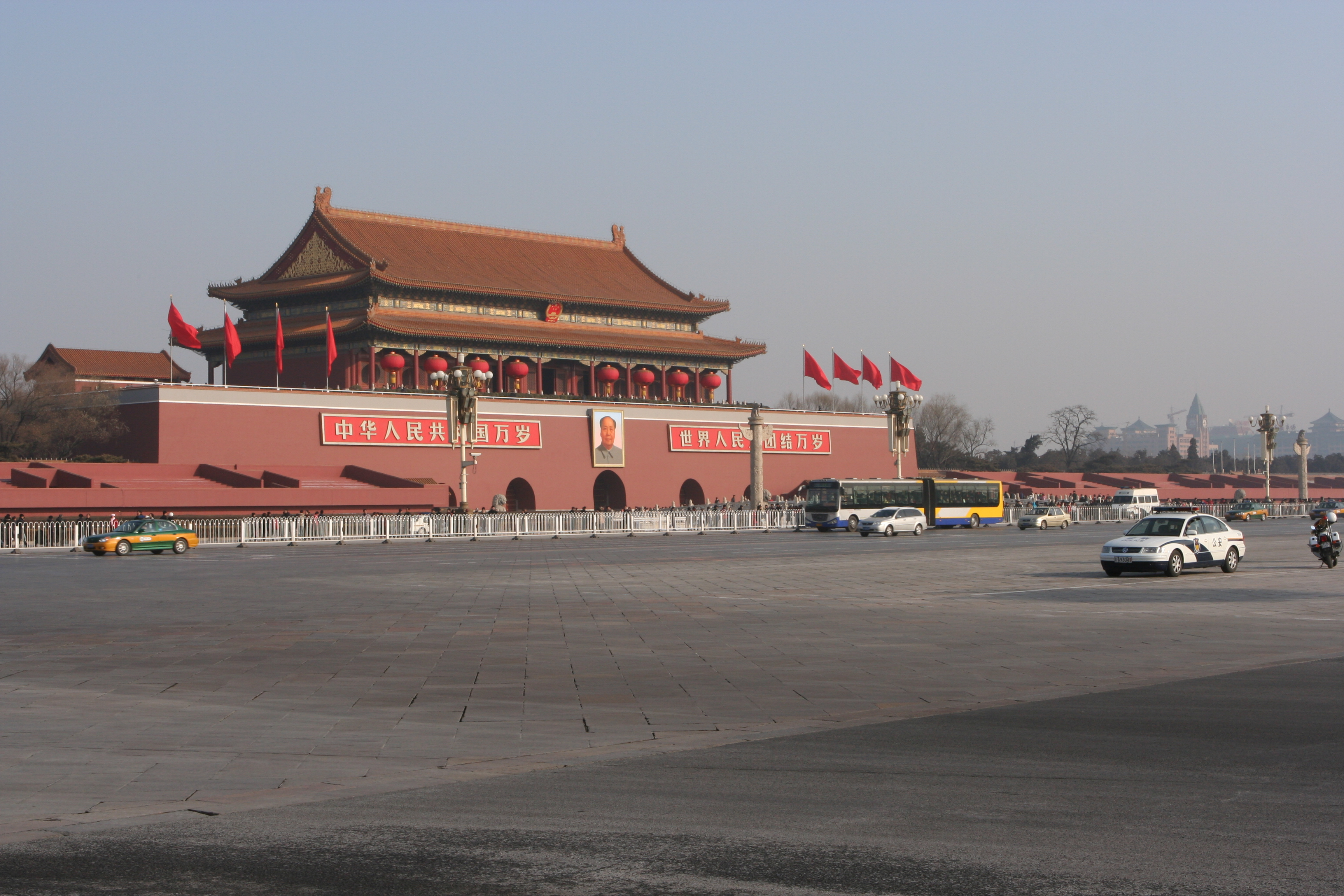
Protesterna och massakern på Himmelska fridens torg.

Rumänska revolutionen.

- 7 januari – Heisei (Akihito) blir Japans nya kejsare.
- 14 februari - De första 24 satelliterna för GPS placeras i omloppsbana.
- 15 februari – De sista sovjetiska soldaterna lämnar Afghanistan.
- 19 februari - Världens näststörsta sfäriska byggnad efter Las Vegas Sphere, Globen i Stockholm invigs
- 29 mars – Yassir Arafat utses till palestinska statens första president.
- 4 juni
  - Kinesiska studenter, som demonstrerar för frihet och rättvisa, dödas i en massaker på Himmelska fridens torg i Kinas huvudstad Peking där hundratals personer dödas.
  - Solidaritet får över 80 % i Polens första fria val på 40 år.
- 23 augusti – Tadeusz Mazowiecki, styresman i Solidaritet, bildar regering på uppdrag av Wojciech Jaruzelski och blir östblockets förste icke-kommunistiska premiärminister.
- 14 september – F. W. de Klerk blir Sydafrikas president.
- 20 oktober – USA invaderar Panama för att störta general Manuel Noriega och återinsätta den i maj 1989 valda lagliga regeringen.
- 23 oktober – Ungern inför flerpartisystem och parlamentarism på 33-årsdagen av Ungernrevoltens utbrott.
- 9 november – Berlinmuren öppnas, efter beslut av Östtysklands regering, och man kan resa fritt mellan Öst- och Västberlin för första gången sedan 1961.
- 28 november – Då miljoner människor i Tjeckoslovakien genomfört en två timmar lång generalstrejk och krävt fria val avskaffas kommunistpartiets monopol.
- 23 december – Inbördeskrig i Rumänien.
- 25 december - Revolution har utbrutit i Rumänien, där presidentparet Nicolae och Elena Ceaușescu avrättas.

## Trender
Tågluffandets storhetstid i Sverige fortsätter .

## Födda
- 25 januari - Christian Olsson, svensk friidrottare.
- 28 januari - Nick Carter, amerikansk sångare (Backstreet Boys).
- 21 mars
  - Marit Bjørgen, norsk längdskidåkare.
  - Ronaldinho, brasiliansk fotbollsspelare.
- 26 september 1980
  - Daniel Sedin, svensk ishockeyspelare.
  - Henrik Sedin, svensk ishockeyspelare.
- 9 oktober 1980 - Henrik Zetterberg, svensk ishockeyspelare.
- 18 december 1980 - Christina Aguilera, amerikansk sångerska.
- 28 januari 1981 - Elijah Wood, amerikansk skådespelare.
- 16 februari 1981
  - Jenny Kallur, svensk häcklöpare.
  - Susanna Kallur, svensk häcklöpare.
- 15 mars 1981 - Veronica Maggio, svensk sångerska.
- 25 april 1981 - Anja Pärson, svensk alpin skidåkare.
- 9 juni 1981 - Natalie Portman, amerikansk skådespelerska.
- 12 september 1981 - Josephine Bornebusch, svensk skådespelerska.
- 3 oktober 1981
  - Zlatan Ibrahimović, svensk fotbollsspelare.
  - Andreas Isaksson, svensk fotbollsmålvakt.
- 2 december 1981 - Britney Spears, amerikansk sångerska.
- 10 juni 1982 - Madeleine, svensk prinsessa.
- 24 augusti 1982 - Kim Källström, svensk fotbollsspelare.
- 2 februari 1983 - Carolina Klüft, svensk friidrottare.
- 28 december 1983 - Robin Paulsson, svensk ståuppkomiker och programledare.
- 12 september 1984 - Petra Marklund, svensk sångerska.
- 22 november 1984 - Scarlett Johansson, amerikansk skådespelerska.
- 22 december 1984 - Jonas Altberg, svensk sångare och DJ.
- 27 november 1984 - Sanna Nielsen, svensk sångerska.
- 5 februari 1985 - Cristiano Ronaldo, portugisisk fotbollsspelare.
- 16 april 1985 - Andreas Granqvist, svensk fotbollsspelare.
- 16 november 1985 - Sanna Marin, Finlands statsminister 2019-2023.
- 17 september 1985 - Aleksandr Ovetjkin, rysk ishockeyspelare.
- 6 januari 1986 - Petter Northug, norsk längdskidåkare.
- 19 februari 1986 - Björn Gustafsson, svensk komiker och skådespelare.
- 13 juni 1986 - Måns Zelmerlöw, svensk sångare.
- 2 juli 1986 - Lindsay Lohan, amerikansk skådespelerska.
- 2 juni 1987 - Darin Zanyar, svensk sångare.
- 22 juli 1987 - Charlotte Kalla, svensk längdskidåkare.
- 7 augusti 1987 - Sidney Crosby, kanadensisk ishockeyspelare.
- 23 november 1987 - Nicklas Bäckström, svensk ishockeyspelare.
- 5 maj 1988 - Adele, brittisk sångerska.
- 25 juni 1988 - Therese Johaug, norsk längdskidåkare.
- 3 oktober 1988 - Alicia Vikander, svensk skådespelerska.
- 23 juli 1989 - Daniel Radcliffe, brittisk skådespelare.
- 8 september 1989 - Tim "Avicii" Bergling, svensk diskjockey.

### Fotnoter
1. ↑  Sverige 1900-talet – När Sverige tog semester, NE, Bra Böcker, 2000